# Tianyar Barat
Tianyar Barat is een bestuurslaag in het regentschap Karangasem van de provincie Bali, Indonesië. Tianyar Barat telt 9294 inwoners (volkstelling 2010).